# 창융샹
창융샹(중국어: 常永祥, 병음: Cháng Yǒngxiáng, 한자음: 상영상, 1983년 9월 16일~)은 중화인민공화국의 레슬링 선수이다. 베이징에서 열린 2008년 하계 올림픽에서 그레코로만형 미들급 은메달을 획득했다.